# Бона Савойская (1449—1503)
Бо́на Саво́йская (итал. Bona di Savoia, лат. Bona Sabaudae; 10 августа 1449, Авильяна, Пьемонтское княжество — 23 ноября 1503, Фоссано, Пьемонтское княжество) — принцесса Савойского дома, дочь савойского герцога Людовика I Великодушного. Супруга герцога Галеаццо Сфорца; в замужестве — герцогиня Миланская.

## Биография

### Детство и юность
Бона Савойская родилась в Авильяне 10 августа 1449 года. Она была дочерью Людовика I Великодушного, герцога Савойи и Анны Кипрской, принцессы из дома Лузиньянов. По отцовской линии она приходилась внучкой Амадею VIII Миролюбивому, герцогу Савойи, известному также под именем антипапы Феликса V, и Марии Бургундской, принцессы из дома Валуа. По материнской линии была внучкой Януса, короля Иерусалима, Кипра и Армении и Шарлотты де Бурбон, принцессы из дома Бурбонов.
После смерти матери в 1462 году, воспитание Боны Савойской было доверено её старшей сестре, королеве Шарлотте, супруге французского короля Людовика XI Благоразумного. Заботясь о будущем замужестве осиротевшей принцессы король Франции начал переговоры о возможном браке свояченицы с Эдуардом IV, королём Англии. Но после известия о браке жениха с Елизаветой Вудвилл переговоры были прекращены. В 1465 году умер отец Боны Савойской. Вскоре после этого к Людовику XI обратился Франческо I, герцог Милана с предложением о браке принцессы и Галеаццо Марии Сфорца, наследнике герцога. Начавшиеся переговоры затянулись отчасти из-за смерти Франческо I в 1466 году, отчасти из-за враждебных отношений между герцогами Савойи и Милана. Только под давлением Людовика XI Амадей IX согласился на брак сестры. Жених принял окончательное решение лишь после того, как увидел портрет невесты, написанный по его заказу художником Дзанетто Бугатто.
По свидетельству современников, Бона Савойская была одной из самых красивых принцесс своего времени. Её описывают, как высокую, хорошо сложенную девушку с тонкой талией, с красивой кожей и красивыми чертами лица, с добрым характером. Брак по доверенности был заключён в Амбуазе в мае 1468 года, где начались свадебные торжества, завершившиеся в июле того же года в Милане. В приданое за невестой было дано сто тысяч скудо, в обмен на которое муж выделил ей ежегодное содержание в размере пятнадцати тысяч дукатов, ювелирные изделия на сумму в пятьдесят тысяч дукатов и замок Аббьятеграссо в качестве резиденции в случае её вдовства.

### Герцогиня Милана
Став герцогиней, Бона Савойская никогда не вмешивалась в государственные дела супруга, только пыталась поддерживать хорошие отношения между семьями и герцогов Савойи и Милана. Она посвятила себя воспитанию и образованию детей. Заботилась о всех бастардах мужа, рожденных до заключения их брака. В 1471 году вместе с супругом совершила официальные визиты во Флоренцию ко двору Медичи и в Мантую ко двору Гонзага. Постоянной резиденцией герцогской четы был замок в Павии. Несмотря на доброжелательное отношение к жене, герцог не изменил своим привычкам и продолжил иметь много любовниц. Он был заколот заговорщиками у входа в базилику святого Стефана 26 декабря 1476 года, оставив вдову с четырьмя малолетними детьми.

### Регентство

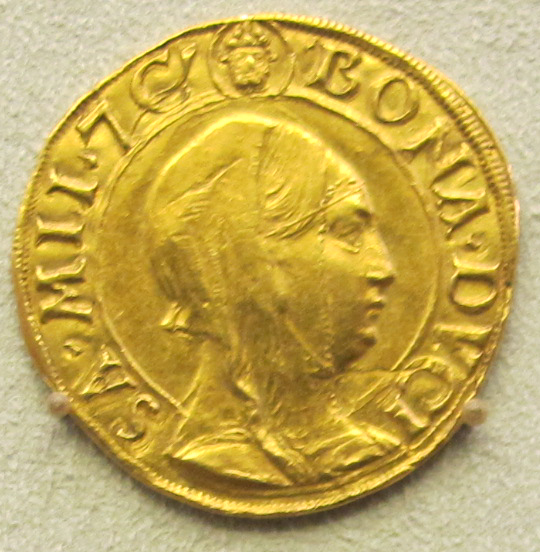
Золотой дукат с изображением Боны Савойской

Вдовствующая герцогиня продемонстрировала большую твёрдость характера, отстаивая интересы своих детей, особенно старшего сына и наследника. Джан Галеаццо Мария был провозглашён новым герцогом Милана; 9 января 1477 года, при поддержке Франческо Симонетты, секретаря покойных герцогов Франческо I и Галеаццо Марии, Бона Савойская стала регентом при несовершеннолетнем сыне. Деверья́ вдовствующей герцогини, Сфорца Мария, герцог Бари и Лодовико Мария, по прозвищу Мавр, находившиеся во время убийства брата во французском королевстве, вернулись в миланское герцогство, как только узнали о его смерти. Вместе с Роберто Сансеверино они возглавили партию недовольных усилением влияния на дела государства Франческо Симонетты. В мае 1477 года деверья попытались оттеснить вдову покойного брата от племянника, но своевременные действия секретаря предотвратили попытку переворота, и они были изгнаны из герцогства.
Однако положение самого Франчески Симонетты оказалось ненадёжным. Бона Савойская вступила в интимные отношения со своим камердинером Антонио Тассино, уроженцем Феррары, который был личным врагом секретаря. В августе 1479 года Лодовико Мария Сфорца и Роберто Сансеверино во главе армии вторглись в миланское герцогство и заняли Тортону. 7 сентября 1479 года вдовствующая герцогиня и её деверь заключили соглашение, по итогам которого Франческо Симонетта был приговорён к смертной казни. Новым секретарём был назначен Бартоломео Калько, но власть фактически перешла к Лодовико Марии, который 7 октября 1480 года, под предлогом защиты жизни своего племянника от любовника его матери, принудил Джан Галеаццо Марию подписать документ, назначивший его регентом вместо Боны Савойской. Вдовствующая герцогиня была выслана из Милана в замок Аббьятеграссо со свитой из шпионов деверя.

### Последние годы

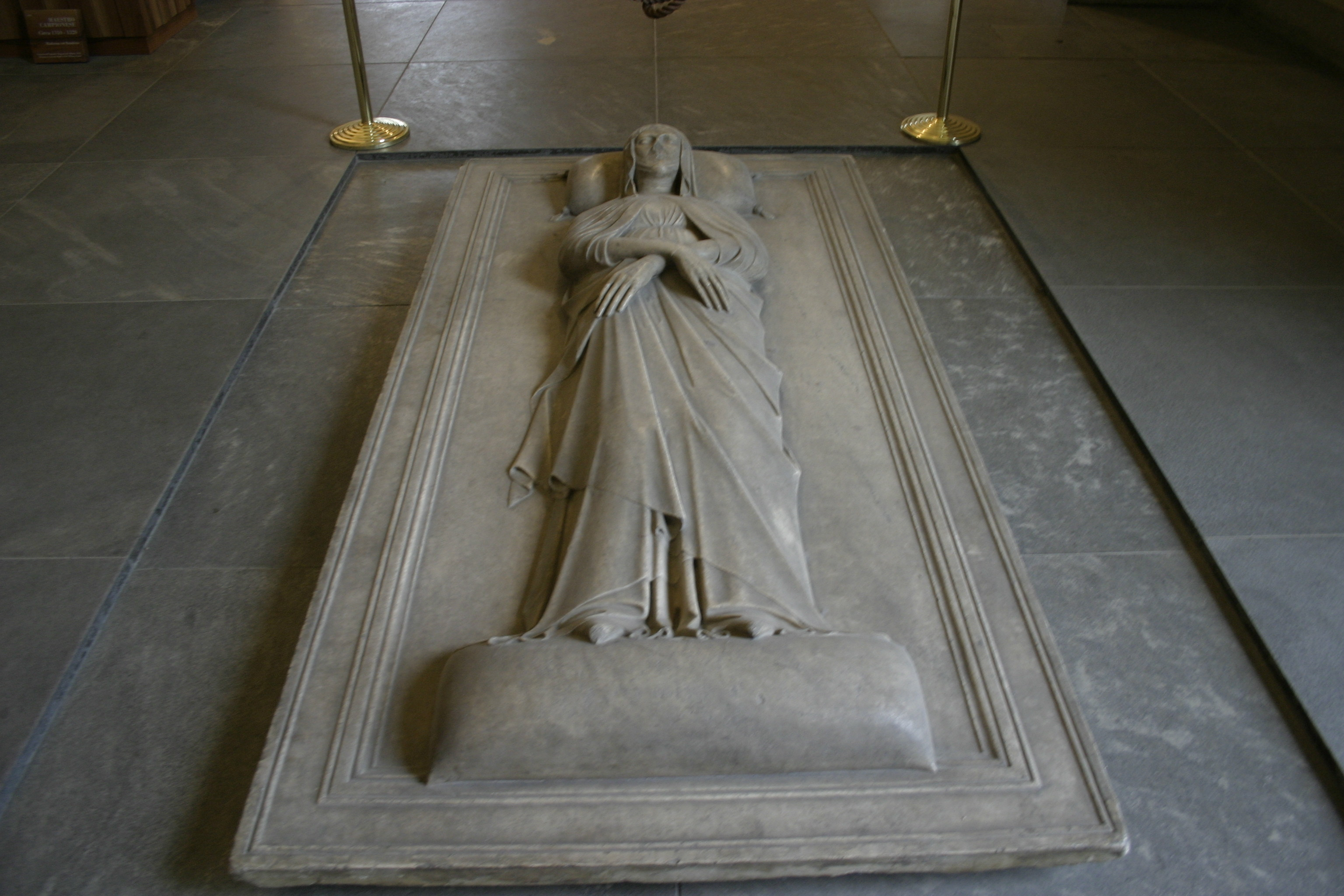
Надгробная плита Боны Савойской. Замок Сфорца, Милан.

В Аббьятеграссо Бона Савойская жила в течение последующих пятнадцати лет. Людовик Мария не разрешил ей вернуться на родину в пьемонтское княжество, опасаясь, что герцог Савойи и король Франции используют невестку против него. Возмущенные родственники вдовствующей герцогини требовали предоставить ей свободу передвижения. Хотя она и не принимала участия в заговорах против Людовика Марии в 1481 и 1483 годах, надзор над ней был усилен.
Со временем Боне Савойской позволили вернуться в Милан. Вдовствующая герцогиня присутствовала на свадьбах сына Джан Галеаццо Марии и дочери Бьянки Марии. Она была рядом со старшим сыном в замке в Павии, когда он умер 21 сентября 1494 года.
В том же году, воспользовавшись вторжением на Апеннинский полуостров армии Карла VIII, короля Франции, Бона Савойская бежала из Милана в Амбуаз, где в то время находился королевский двор. Она опасалась мести со стороны деверя, который стал новым герцогом Милана. Её племянник Филиберт II, герцог Савойи позволил ей вернуться на родину. Он даровал тётке поместье в Фоссана, в котором она прожила до самой смерти. Бона Савойская умерла 17 ноября 1503 года и была похоронена в церкви святого Юлиана в Фоссано.

## Брак и потомство
В Амбуазе  10 мая 1468 года был подписан брачный контракт, по которому Бона Савойская была выдана замуж за Галеаццо Марию Сфорца  (24.01.1444 — 26.12.1476), герцога Милана, сына герцога Франческо I Сфорца и герцогини Бьянки Марии, урождённой принцессы Висконти. 7 июля 1468 года в соборе Рождества Пресвятой Девы Марии в Милане состоялась церемония бракосочетания. В этом браке родились два сына и две дочери:
- Джан Галеаццо Мария (10.06.1469 — 22.10.1494), герцог Милана, сочетался браком с Изабеллой Неаполитанской (2.10.1470 — 11.02.1524), принцессой из дома Трастамара;
- Эрмес Мария[итал.] (10.05.1470 — 1503), маркграф Тортоны[16];
- Бьянка Мария (5.4.1472 — 31.12.1510), принцесса миланская, сочеталась первым браком с Филибертом I Охотником (17.8.1465 — 22.9.1482), герцогом Савойи и князем Пьемонта из Савойского дома, вторым браком с императором Священной Римской империи Максимилианом I (22.03.1459 — 12.01.1519), [17];
- Анна Мария (19.7.1473 — 30.11.1497), принцесса миланская, сочеталась браком с Альфонсо I д’Эсте (21.7.1476 — 31.10.1534), герцогом Феррары, герцогом Модены и Реджо[18][19].